# Ram Garh
Ram Garh é uma cidade no distrito de Jammu, no estado indiano de Jammu e Caxemira.

## Demografia
Segundo o censo de 2001, Ram Garh tinha uma população de 4540 habitantes. Os indivíduos do sexo masculino constituem 52% da população e os do sexo feminino 48%. Ram Garh tem uma taxa de literacia de 67%, superior à média nacional de 59,5%: a literacia no sexo masculino é de 75% e no sexo feminino é de 59%. Em Ram Garh, 14% da população está abaixo dos 6 anos de idade.